# Tryblidiida
Tryblidiida, red jednoljušturaša od kojih je danas preživjelo samo oko 30 vrsta, a ostale su poznate samo kao fosilne vrste. Tryblidiida organizmi žive u morskim dubinama od 175 m pa do 6500 metara (531.34 i 21,325.5 stopa) dubine.
Do 1952. poznate su samo fosilne vrste koje su živjele od ranog kambrija do srednjeg devona odnosno prije (ca. 550 - 380) milijuna godina.
Prvi živi jednoljušturaš koji je otkriven bila je školjka Veleropilina zografi koja živi u Atlantiku u blizini Azora. Otkrivena je 1896. Od godine 1952 nastavljaju se otkrića novih vrsta u srednja Srednjoj Americi, to je Neopilina galatheae, koju je otkrio danski biolog Henning M. Lemche (1904–1977).[4]
Godine 2008 pounata je 31 vrsta. Mnoge su otkrivene u vodama od 200 metara pa do hadalnih dubina preko 5000 metara. 
Tryblidiida i ostali jednoljušturaši odlikuju se jednom zaobljenom pljosnatom ljušturom od 3 do 30 mm

## Klasifikacija Tryblidiida
- Rod: †Ellsworthoconus Webers et al. 1992
  - †Ellsworthoconus andersoni Webers et al. 1992
  - †Ellsworthoconus barabouensis Whitfield 1878
  - †Ellsworthoconus bridgei Kobayashi 1933
- Podred: †Hypseloconina Geyer 1994
  - Porodica: †Protoconchoididae Geyer 1994
- Natporodica:. †Kiringelloidea Starobogatov 1970
  - Porodica: †Archaeophialidae Knight and Yochelson 1958
  - Porodica: †Kirengellidae Rozov 1975
- Rod: †Micropilina
- Natporodica: †Tryblidioidea von Zittel 1899
  - Porodica: †Proplinidae Knight and Yochelson 1960
  - Porodica: †Tryblidiidae von Zittel 1899

Nevažeči (nevalidni) nazivi: Bipulvinidae Starobogatov 1970 [empty], Drahomiridae Knight and Yochelson 1960 [empty], Neopilinidae Knight and Yochelson 1958; Romaniellidae Rozov 1975 